# Corvette ZR1
De Corvette ZR1 is de snelste en krachtigste Corvette die Chevrolet tot nu toe heeft gemaakt. De auto heeft standaard keramische remschijven en de bodykit is van carbonfiber gemaakt. Chevrolet beweert dat de ZR1 zich kan meten met Ferrari, Porsche en Lamborghini.

## Motor
De motor is een 6.2 liter V8, die levert hier 647 pk en 823 Nm. Hiermee is de ZR1 in staat om meer dan 330 km/h te halen.